# Artaxerxès (opéra)
Pour les articles homonymes, voir Artaxerxès.
Personnages
- Artaxerxès (cadet des fils de Xerxes)
- Mandane (fille de Xerxès)
- Artabanès (général de l'armée de Xerxès)
- Arbacès (fils d'Artabanès)
- Semira (fille d'Artabanès)

Airs
- « The Soldier, tir'd of war's alarms » (Mandane, acte 3)
- « Water parted from the sea » (Arbaces, acte 3)
- « O too lovely, too unkind » (Arbacès, acte 1)
- « Fair Aurora, pr'ythee stay » (Arbaces et Mandane, acte 1)

Artaxerxès est un opéra en trois actes composé par Thomas Arne en 1762, sur une adaptation anglaise (probablement d'Arne lui-même) du livret Artaserse (1729) de Métastase. La première anglaise de l’opera seria Artaxerxès, est créée le 2 février 1762, au Théâtre Royal de Covent Garden. L'œuvre continue à être montée régulièrement jusqu'à la fin des années 1830. Son intrigue est vaguement basée sur le personnage historique d'Artaxerxès Ier de Perse, qui a succédé à son père Xerxès Ier, après son assassinat par Artaban.

## Histoire
La soirée de création d’Artaxerxès au Théâtre Royal de Covent Garden, est donnée avec succès le 2 février 1762. L'œuvre est reprise au théâtre l'année suivante, bien que marquée par une émeute. Le 24 février 1763, une foule rassemblée pour protester contre la suppression des places à moitié prix, a pris d'assaut le théâtre au milieu de la représentation. Selon un récit contemporain publié dans The Gentleman's Magazine :

« Le mal fait fut le plus important jamais causé dans n'importe quelle occasion d'un semblable genre : tous les bancs des loges et de la fosse étant entièrement déchirés, les verres et les lustres cassés et les parures des loges coupées en morceaux. La témérité des émeutiers était si grande, qu'ils ont coupé les piliers de bois entre les loges, donc, si, à l'intérieur d'eux il n'avait eu du métal, ils auraient fait tomber les galeries sur leurs têtes. »

En 1790, Artaxerxès avait reçu plus de cent représentations, dont 48 pour la seule ville de Dublin, entre 1765 et 1767. Aux États-Unis, l'ouverture a été jouée à Philadelphie dès 1765, alors que les arias de l'opéra ont été entendus à New York en 1767. La première américaine de l'opéra est donnée le 31 janvier 1828, au Park Theatre de New York avec une distribution qui comprend notamment Elizabeth Austin en Semira. Artaxerxès est resté dans le répertoire de plus de 70 ans à Londres avec des reprises régulières : par exemple au Drury Lane Theatre (1780, 1820, 1827 et 1828), à Covent Garden (1813, 1827 et 1828) et au St James's Theatre (1836). La partition d'Artaxerxès est  publiée en 1762. Cependant, elle ne contient ni les récitatifs ni le chœur final. L'original de la version autographe de la partition est perdu dans l'incendie qui a détruit le Théâtre Royal en 1808. Après cette date, les représentations de l'œuvre utilisent une version raccourcie reconstruite par l'évêque Henry et John Addison datée de 1813.
Les reprises modernes notables de l'œuvre comprennent l'interprétation de 1962 à l'hôtel de ville Saint-Pancras dans le cadre du festival du même nom, à Londres, une version de concert diffusée sur la BBC en 1979 et un autre concert en 2002 par le Classical Opera Company sous la direction de Ian Page à St John's Smith Square. Pour le 300e anniversaire de la naissance de  Thomas Arne, en octobre 2009, une mise en scène de la production d'Artaxerxès est réalisée au Linbury Théâtre de Londres au Royal Opera House. La production est dirigée par Martin Duncan et conçue par Johan Engels en utilisant une nouvelle édition de la partition pour la scène, de Ian Page avec une reconstitution du chœur final de Duncan Druce. La distribution comprend Christopher Ainsley (dans le rôle titre), Rebecca Bottone, Caitlin Hulcup et Elizabeth Watts.

## Rôles

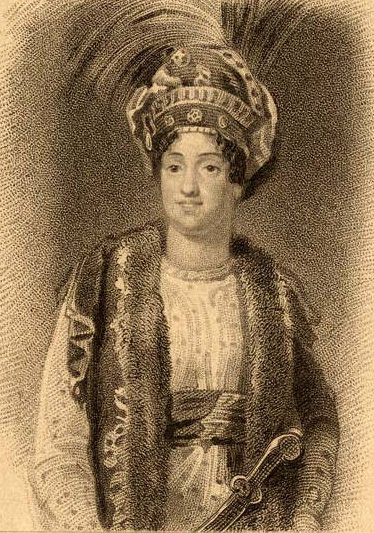
Elizabeth Vestris en travesti interprétant Artaxerxes en 1827.

Artaxerxès est composée alors que les castrats sont à leurs sommets. Le rôle-titre (Artaxerxès) et d'Arbacès ont été écrits respectivement pour les castrats italiens, Nicolò Peretti et Giusto Fernando Tenducci. Avec le déclin des castrats, le rôle-titre est chanté au XIXe siècle par des femmes travesties. Lors des spectacles de londoniens de 1827 et 1828, Artaxerxès est chanté par les contraltos Eliza Paton et Elizabeth Vestris. Pour les modernes reprises, le rôle est souvent incarné par un contreténor. Le rôle le plus virtuose d'Arbacès est passé par une quantité considérable de distributions au XIXe siècle. À cette époque, il est parfois chantés par les sopranos et d'autres fois transposée pour ténor, tels John Braham, qui chante le rôle en 1827. Considéré comme trop aigu pour un contre-ténor moderne, Arbacès est chanté par une mezzo-soprano, Patrica Spence, dans l'enregistrement Hyperion de 1995. Le rôle est également chanté par une mezzo-soprano dans la reconstitution de 2009 du Royal Opera House.
| rôle       | identification                               | voix            | distribution à la création de 1762 |
| ---------- | -------------------------------------------- | --------------- | ---------------------------------- |
| Artaxerxès | le plus jeune fils de Xerxes ; ami d'Arbacès | castrat alto    | Nicolò Peretti                     |
| Mandane    | fille de Xerxès ; amant d'Arbacès            | soprano         | Charlotte Brent                    |
| Artabanès  | général de l'armée de Xerxès                 | ténor           | John Beard                         |
| Arbacès    | fils d'Artabanès                             | castrat soprano | Giusto Fernando Tenducci           |
| Semira     | fille d'Artabanès ; amant d'Artaxerxès       | soprano         | Mlle Thomas                        |
| Rimenès    | capitaine d'Artabanès                        | ténor           | George Mattocks                    |

## Synopsis

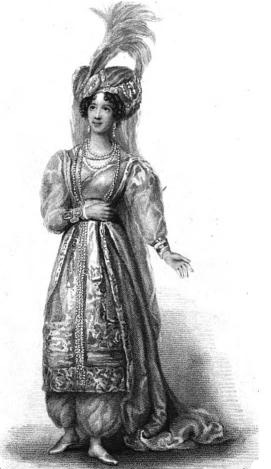
Mary Ann Paton, en Mandane (1827).

Contexte : Perse vers 465 av. J.-C. 
L'opéra s'ouvre au clair de lune, dans le jardin du palais de Xerxès, roi de Perse. Mandane, fille du roi Xerxès se sépare de son amoureux Arbacès, fils d'Artabanès commandant de la garde royale. Xerxès s'oppose à leur mariage et banni Arbaces du palais. Arbacès doit s'enfuir. Alors que les jeunes amoureux expriment leur amour et leur désespoir du bannissement d'Arbacès, Artabanès arrive porteur d'une épée sanglante. Prenant prétexte du traitement réservé à son fils et son désir de devenir le roi, l'ont conduit à assassiner Xerxès. Artabanès avoue le meurtre à Arbacès et échange son épée ensanglantée contre celle d'Arbacès, qui s'enfuit.
Artaxerxès, le plus jeune fils du roi, arrive avec ses gardes. Artabanès lui raconte la mort de son père et accuse du meurtre, Darius, le frère aîné d'Artaxerxès. « Qui d'autre que lui au milieu de la nuit pourrait pénétrer dans le palais? Qui pourrait s'approcher du lit royal ? Que dis-je, de plus, il y a son ambition royale... » Artaxerxès ordonne à Artabanès de venger la mort de son père en tuant Darius. Plus tard, dans le jardin, Artaxerxès exprime son amour à Semira, la fille de Artabanès et la sœur d'Arbacès.

Le Royal Opera House de Covent Garden à Londres. Dessin avant l'incendie de 1808, par Augustus Pugin et Thomas Rowlandson.

Dans le palais du roi, l'exécution de Darius est annoncée. Cependant, Rimenès (qui aime également Semira) conduit Arbacès enchaînée dans la salle, annonçant que l'épée sanglante utilisée pour tuer Xerxès avait été trouvée en sa possession. Arbacès est désormais condamné à mort. Cependant, Artaxerxès, qui avait longtemps été un ami de Arbacès, doute de sa culpabilité. Il libère Arbacès de la prison et lui permet de s'échapper par un passage secret. Rimenes, encouragé par Artabanès, part ensuite mener une rébellion contre Artaxerxès.
Dans le Temple du Soleil, Artaxerxès entouré par ses nobles, jure de maintenir les droits, les lois et les coutumes de ses sujets et qu'il est sur le point de céder ce en buvant une coupe sacrée — ignorant qu'elle est empoisonnée par Artabanès. Avant qu'Artaxerxès puisse boire la coupe, la nouvelle arrive : Rimenès et ses hommes sont aux portes du palais. Le danger est évité lorsque Arbacès tue le traître, confirmant pour Artaxerxès que son ami est innocent. Artaxerxès offre alors la coupe sacrée à Arbacès afin qu'il prenne son innocence.
Artabanès est maintenant confronté à voir son fils mourir ou devoir confesser la vérité. Il avoue à tout le monde qu'il a empoisonné la coupe, avec l'intention de tuer Artaxerxès et qu'il a également assassiné Xerxès. Artabanès est enchaîné. Artaxerxès, par amour pour Semira et sa gratitude envers Arbacès, condamne leur père à l'exil perpétuel, plutôt qu'à la mort. L'opéra se termine avec les deux couples d'amants réunis dans la jubilation de tous.

## Arias remarquables

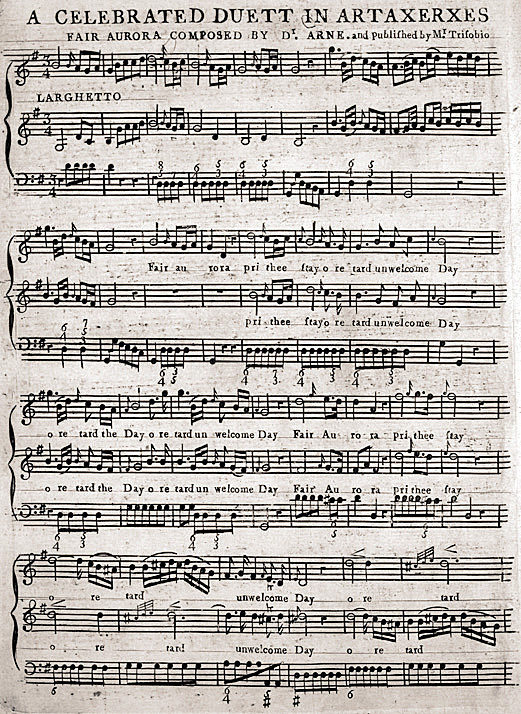
Partition voix et piano de Fair Aurora, pr'ythee stay (p. 1), éditée à Philadelphie en 1796.

- « The Soldier, tir'd of war's alarms » (chanté par Mandane à l'acte 3) était fréquemment interprété en récital, comme pièce pour sopranos virtuose, en particulier au XIXe siècle. Il a été chanté par Henriette Sontag dans nombre de ses concerts américains, bien que l'un de ses contemporains critique du New York times l'a prononcé « Rien qu'un exercice vocal de la gorge en triolets du début à la fin »[13]. Sa popularité avec les chanteurs ont continué dans le XXe siècle. Joan Sutherland et Beverly Sills l'ont enregistré[14].
- « Water parted from the sea » (chanté par Arbaces à l'acte 3) était un célèbre pièce de concert, aux XVIIIe et XIXe siècles. Il y a également plusieurs allusions dans le Finnegans Wake de James Joyce[15]. Selon Green Room Gossip (Londres, 1808), sa beauté a causé une grande friction entre Arne et Charlotte Brent, la première Mandane.

« Quand le Dr. Arne a présenté à l'Opéra d'Artaxerès à une répétition, Tenducci a chanté l'air « Water parted from the sea » avec une telle vigueur avec un tel effet que Mlle Brent, pour qui le rôle de Mandane a été composé, s'en est pris au Dr Arne avec une certaine violence et lui a dit qu'« il pourrait obtenir qui il a plaisir à prendre Mandane ; parce qu'il avait donné le meilleur air de la pièce à Tenducci ». En vain, le pauvre docteur s'efforçait de la calmer : elle était ingouvernable. Il se retire du théâtre - assis et après avoir écrit les premiers mots de Let not rage thy bosom firing (« Ne te déchaîne pas »), il compose un air dans le même caractère que « Water parted » bien qu'il soit inférieur à d'autres égards, il l'a présenté à Miss Brent, qui a été frappé par l'application de la première ligne à sa propre violence, sa colère, dit au Doctor, « qu'elle était apaisée, et chanterait au maximum de sa capacité à le servir. »
- « O too lovely, too unkind » (chanté par Arbacès à l'acte 1) a été enregistré par Marilyn Horne et apparaît sur l'album L'Âge De Bel Canto chez Decca. Selon Simon Heighes, son orchestration avec violons en sourdine et pizzicato de la basse, était une influence de l'orchestration d'une aria de Philip Hayes pour son masque, Télémaque (1763), « Soon arrives thy fatal hour »[17].
- « Fair Aurora, pr'ythee stay » (chanté par Arbaces et Mandane à l'acte 1) a été entendue aux États-Unis dès 1769, lors d'un concert au Vauxhall Gardens à New York et de nouveau dans cette ville en 1794, lors d'un concert à la City Tavern[18]. Il a également été chanté par Raynor Taylor et Miss Huntley, lors d'un concert à Philadelphie, en 1796 et publié la même année dans un arrangement pour piano et voix de Filippo Trisobio avec le titre, « A Celebrated Duett In Artaxerxes ». Fair Aurora[19]. Contrairement au pièces de bravoure de l'opéra, il est décrit par George Hogarth en 1835 comme « une charmante imitation dans le style italien des plus simples de cette période »[20].

## Enregistrements
Un enregistrement de concert de 1979 par la BBC a été disponible sur LP. Toutefois, le premier grand enregistrement de studio a attendu la gravure parue chez Hyperion Records.
- Artaxerxès (English Orpheus vol. 33) – Christopher Robson, contre-ténor (Artaxerxès), Catherine Bott, sopranos (Mandane), Patricia Spence, mezzo-soprano (Arbaces), Ian Partridge, ténor (Artabanes), Richard Edgar-Wilson, ténor (Rimenes), Philippa Hyde, soprano (Semira) ;  The Parley of Instruments, dir. Roy Goodman  (25-30 mars 1995, Hyperion Records CDA67051/2 ou CDD22073) (OCLC 503000111)

La mise en scène d’Artaxerxès en 2009, lors des célébrations du 300e anniversaire de la naissance d'Arne au Royal Opera House, de Covent Garden, a été suivie par la publication d'un enregistrement de studio chez Linn Records l'année suivante :
- Artaxerxès - Christophe Ainslie, contre-ténor (Artaxerxès), Elizabeth Watts, soprano (Mandane), Caitlin Hulcup, mezzo-soprano (Arbaces), Andrew Staples (Artabanes), Rebecca Bottone (Semira), Daniel Norman (Rimenes) ; Classical Opera Company, dir. Ian Page (18-21 novembre 2009, 2 avril 2010, Linn Records MRC 358)[22] (OCLC 801784348).

### Ouvrages
- (en) George Hogarth, Musical history, biography, and criticism, John W. Parker, 1835 (lire en ligne)
- (en) Oscar Sonneck, Early concert-life in America (1731-1800), Breitkopf & Härtel, 1907, 358 p. (lire en ligne)
- (en) Simon Heighes, The lives and works of William and Philip Hayes, Taylor & Francis, 1995, xi-393 (ISBN 978-0-8153-2357-0, OCLC 958107790, présentation en ligne)
- (en) Heather McPherson, « Theatrical Riots and Cultural Politics in Eighteenth-Century London », dans Eighteenth Century: Theory and Interpretation, Texas Tech University Press, 2002 (présentation en ligne), p. 236–252
- (en) Vera Brodsky Lawrence, Strong on Music : The New York Music Scene in the Days of George Templeton Strong, vol. 2 : Reverberations, 1850-1856, University of Chicago Press, 1995, 863 p. (ISBN 978-0-226-47010-8, lire en ligne)
- (en) Matthew Hodgart et Ruth Bauerle, Joyce's grand operoar : opera in Finnegans wake, Urbana, University of Illinois Press, 1997, xiv-341 (ISBN 978-0-252-06557-6, OCLC 34077020, présentation en ligne)

### Articles et chapitres
- (en) James Camner, « Arne: Artaxerxes », Opera News,‎ juillet 1996 (ISSN 0030-3607, présentation en ligne)
- (en) Roderic Dunnett, « Artaxerxes, St John's, Smith Square, London », The Independent,‎ 11 décembre 2002
- Université Johns-Hopkins, Lester S. Levy Collection of Sheet Music, A Celebrated Duett In Artaxerxes. Fair Aurora. consulté le 1 octobre 2009.
- (it) Gherardo Casaglia, « Artaxerxes », Almanacco Amadeus » (version du 4 mars 2016 sur Internet Archive)
- (en) Gillan D'Arcy Wood, « The castrato's tale: Artaxerxes and the feminization of virtuosity », Wordsworth Circle, vol. 38, nos 1-2,‎ été 2008, p. 74–79
- (en) Michael Burden (article donné lors d'une conférence au Research Center for Music Iconography), « Imaging Mandane: character, costume, monument », Université de la ville de New York,‎ 11–14 mars 2008 (lire en ligne) — Publié par Michael Burden, « Imaging Mandane: character, costume monument », Music in Art: International Journal for Music Iconography, 34: 1-2 (2009),  p. 107–136.
- Norton Topics Online, « A Day in Eighteenth-Century London: Texts and Contexts » (companion to The Norton Anthology of English Literature, 8e éd.), [lire en ligne].
- Royal Opera House, Artaxerxes.
- Université de North Texas Libraries, Artaxerxes (1763) - Thomas Augustine Arne.

### Note discographique
- Peter Holman, « Artaxerxes », Hyperion Records (CDA67051/2), 1995 (Lire en ligne) (OCLC 503000111) .